# Reception (kontor)
 For alternative betydninger, se Reception. (Se også artikler, som begynder med Reception)
En reception er en afdeling ved indgangen til f.eks. et hotel eller en virksomhed, som tager imod gæster og kunder. Det inkluderer ofte også en fremvisning af lokalerne eller en kort præsentation af virksomheden. En person som arbejder i en reception kaldes en receptionist, og har ofte også det overordnede ansvar for hovedindgangen.